# Трагедия на фестивала в Дуйсбург
Трагедията в Дуйсбург (Германия), довела до 21 жертви и над 500 ранени, се случва на музикалния фестивал „Парад на любовта“ на 24 юли 2010 година.

## Организация
Фестивалната зона (на територията на бившата товарна гара) е ограничена от улиците „Меркатор“ и „Колонел“ (с главната гара от север), железопътните линии, ул. „Карл Лер“ и аутобан А-59. Територията е разчетена за около 250 000 – 300 000 души. Интересът към безплатните концерти по традиция е огромен. С железниците са пристигнали 105 хил. души към 14 ч. Аутобан А-59 е затворен в района и на него са настанени коли за бърза помощ и др. под.
Основните входове към зоната на фестивала са откъм ул. „Карл Лер“ (от юг), която преминава по тунел (240 метра) под железопътните линии на Главна гара Дуйсбург и къси тунели под федерален аутобан А-59; от тунелите към фестивалния район водят 2 наклонени рампи от юг на север. Допълнителният вход откъм ул. „Меркатор“ е само за организаторите, важни посетители, журналисти, полицаи, пожарникари, бърза помощ.

## Развитие
Влизането във фестивалната зона започва в 12 часа. Поради задръстване полицията го спира от 16 до 16:40 ч. Нещастието става към 17 часа. Тогава са отворени основните входове към концертната зона откъм пълните с хора рампи, тунели и подходи към тях (всеки по 200 м) от изток и запад по ул. „Карл Лер“. Насрещните потоци от тунелите – от изток и запад, се срещат и забавят движението си по рампите, докато хората отзад напират. Особено тежко е положението в източния тунел, дълъг 240 м, който става основно място на трагедията.
Полицията решава да не прекратява фестивала, за да не предизвиква паника и възможни нежелателни реакции от участниците, тъй като част от тях вече са под въздействието на разгорещителни напитки. Загиват 21 души (13 жени, 8 мъже) – от счупен гръден кош, на възраст от 18 до 38 год., от които 14 германци и 7 чужденци. Ранените надхвърлят 500 души.

## Последици
След като на парада умират 21 души вследствие от задушаване и стъпкване от тълпата и поне 500 души са ранени, организаторите на събитието заявяват следващия ден, че прекратяват завинаги неговото провеждане.
Веднага започва разследване от полицията и прокуратурата, което е спряно от съда поради липса на доказателства през 2016 г. Висшестоящ съд решава през април 2017 г., че следва да продължи съдебно дирене срещу 10 души (организатори на фестивала и служители на градската управа).